# Václav Jan Kopřiva
Václav Jan Kopřiva, pseudonym Urtica = latinsky kopřiva, (9. února 1708 Brloh u Loun – 7. června 1789 Cítoliby) byl český hudební skladatel a varhaník, zakladatelská osobnost Cítolibské skladatelské školy.

## Život

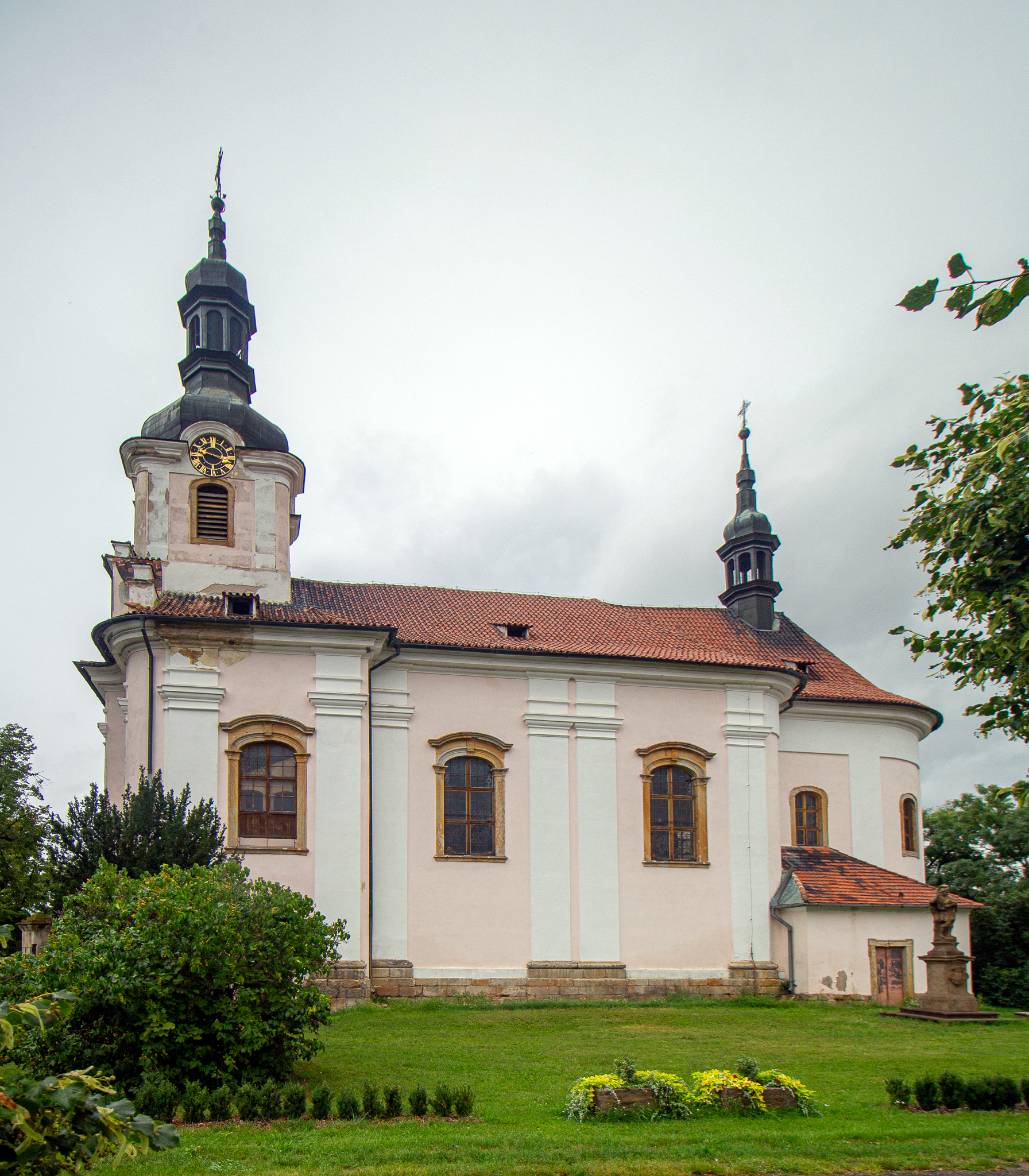
Cítolibský kostel sv. Jakuba

Byl synem brložského mlynáře Václava Kopřivy (1672–?) a matky Judity Rozumové (1677–?), dcery citolibského sládka. První hudební vzdělání získal od svého kmotra Martina Antonína Galliny, který byl v té době citolibským kantorem. Skladbu a hru na varhany studoval u Františka Josefa Dollhopfa, který byl varhaníkem v kostele křižovnickém kostele sv. Františka na Starém Městě pražském. V hlavním městě načas zůstal jako hráč v kapele hraběte Jana Jáchyma Pachty, poté krátce působil jako kantor v Lovosicích. V roce 1730 se vrátil do Cítolib. Ve funkci kantora a varhaníka tehdy nahradil svého kmotra Gallinu. Kantorem v citolibské škole byl Kopřiva dlouhých 48 let. V roce 1778 ho vystřídal jeden z jeho synů, Jan Jáchym Kopřiva (1754–1792). S manželkou Terezií rozenou Linhartovou (1716–1774), dcerou důlního úředníka z Kryštofových Hamrů u Přísečnice, měl několik dětí. Synové Karel Blažej Kopřiva (1756–1785) a Jan Jáchym Kopřiva (1754–1792) byli rovněž komponisté. Kopřiva byl také vyhledávaný hudební pedagog. Mezi jeho žáky patřili Jan Nepomuk Vent, Jan Adam Gallina, Jakub Lokaj a oba jeho synové.

Muzicírování v místním kostele pozdvihl Kopřiva na vyšší úroveň. V účtech patronátního úřadu se dochovaly položky za nákup mnoha nových hudebních nástrojů, mj. kontrabasů, houslí, viol, trubek, tympánů, lesních rohů a fagotů. Od roku 1739 vyplácela vrchnost kantorovi každoročně třicet krejcarů na nákup strun, "ničících se při každodenním muzicírování". V roce 2009 byla na budově mlýna v Brloze čp. 26 (dnes Vernerův mlýn) Kopřivovi odhalena pamětní deska.

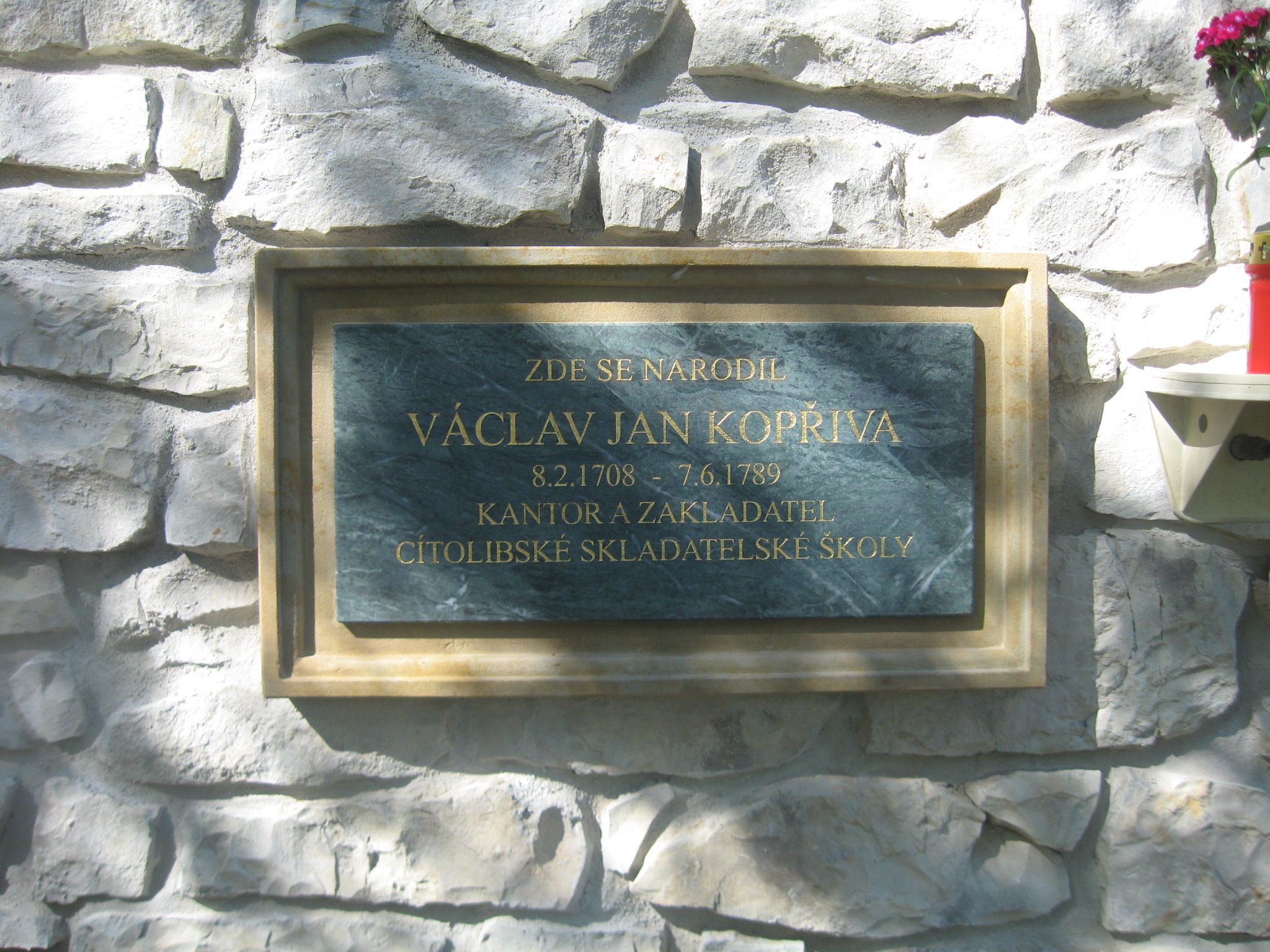
Kopřivova pamětní deska na mlýně v Brloze

## Dílo
Václav Jan Kopřiva tvořil na přelomu hudebního baroka a klasicismu. Jeho melodické, zpěvné opusy byly pro další cítolibské skladatele inspirativní. Kopřiva představuje osobitý umělecký typ, který ve své tvorbě nese rysy vivaldiovské vznosnosti. Dochovala se výhradně jeho duchovní hudba, která byla několikrát vydána na hudebních nosičích.
V roce 2007 vydalo nakladatelství Supraphon pod katalogovým číslem SU 3908-2 antologii z tvorby autorů Cítolibské skladatelské školy. Až na dvě skladby převzala tato antologie všechny nahrávky, které vyšly na supraphonských projektech v letech 1968 (dvojalbum) a 1985 (pětialbum). V antologii jsou zastoupeny tyto skladby Jana Václava Kopřivy:
- Alma Redemptoris Mater in G pro dívčí sbor, orchestr a varhany
- Sacrum pastorale integrum (část Gloria) pro soprán, alt, tenor, bas sbor, orchestr a varhany
- Litaniae Lauretanae ex D pro soprán, alt, tenor, bas, smíšený sbor, orchestr a varhany
  1. Kyrie
  2. Pater de coelis
  3. Sancta Trinitas
  4. Sancta Maria
  5. Mater Christi
  6. Virgo prudentissima
  7. Vas spirituale
  8. Salus infirmorum
  9. Regina angelorum
  10. Agnus Dei
- Missa pastoralis in D (česko-latinská) Nouze již odešla, velká radost jest k nám přišla pro soprán, alt, tenor, bas, sbor, orchestr a varhany
  1. Kyrie
  2. Gloria
  3. Credo
  4. Sanctus
  5. Agnus
- Offertorium ex D De sanctissima Trinitate „Te Trinitas beata“ pro sbor, orchestr a varhany
- Offertorium ex D De sancto Joanne Baptista „Vox clamantis in deserto“ pro soprán, smíšený sbor, orchestr a varhany
- Rorate coeli in F kantáta pro alt, tenor, sbor, orchestr a varhany
  1. Rorate
  2. Coeli enarrant
  3. Et opera
  4. Rorate

Na pětideskovém kompletu z roku 1985 je nahrávka skladby, která nebyla do Antologie převzata:
- Offertorium pastorale in A "Huc ad regem pastorum" pro soprán, sbor, orchestr a varhany

Kopřiva kromě toho složil další skladby, které nebyly nahrány:
- Missa brevis in C
- Missa da Requiem ex Dis
- Offertorium pastorale in D „Hodie Christus natus est…“ pro soprán, sbor a komorní orchestr
- Offertorium de Apostolis "In omnem terram"
- Te Deum laudamus pro sbor, alt, tenor, bas, dvoje housle, dva klarinety a varhany
- Veni sancte Spiritus
- Litaniae de sancto Joanne Nepomuceno
- Psalmi vespertini ex D
- Psalmi vespertini ex G
- Psalmi vespertini pastorales pro Nativitate Domini nostri Jesu Christi ex D
- Litaniae Lauretanae in D
- Litaniae Lauretanae in B